# 590 (số)
590 (năm trăm chín mươi) là một số tự nhiên ngay sau số 589 và ngay trước số 591.